# 黄孔菌属
黄孔菌属（学名：Auriporia），也称黄卧孔菌属，是白肉迷孔菌科下的一个属。

## 下属物种
本属包括以下物种：
- 金黄卧孔菌 Auriporia aurea (Peck) Ryvarden
- 橘黄卧孔菌 Auriporia aurulenta A.David, Tortič & Jelić
- Auriporia brasilica G.Coelho
- 有盖黄孔菌 Auriporia pileata Parm，有盖黄卧孔菌